# Koptische Kirche der heiligen Jungfrau von Zeitoun

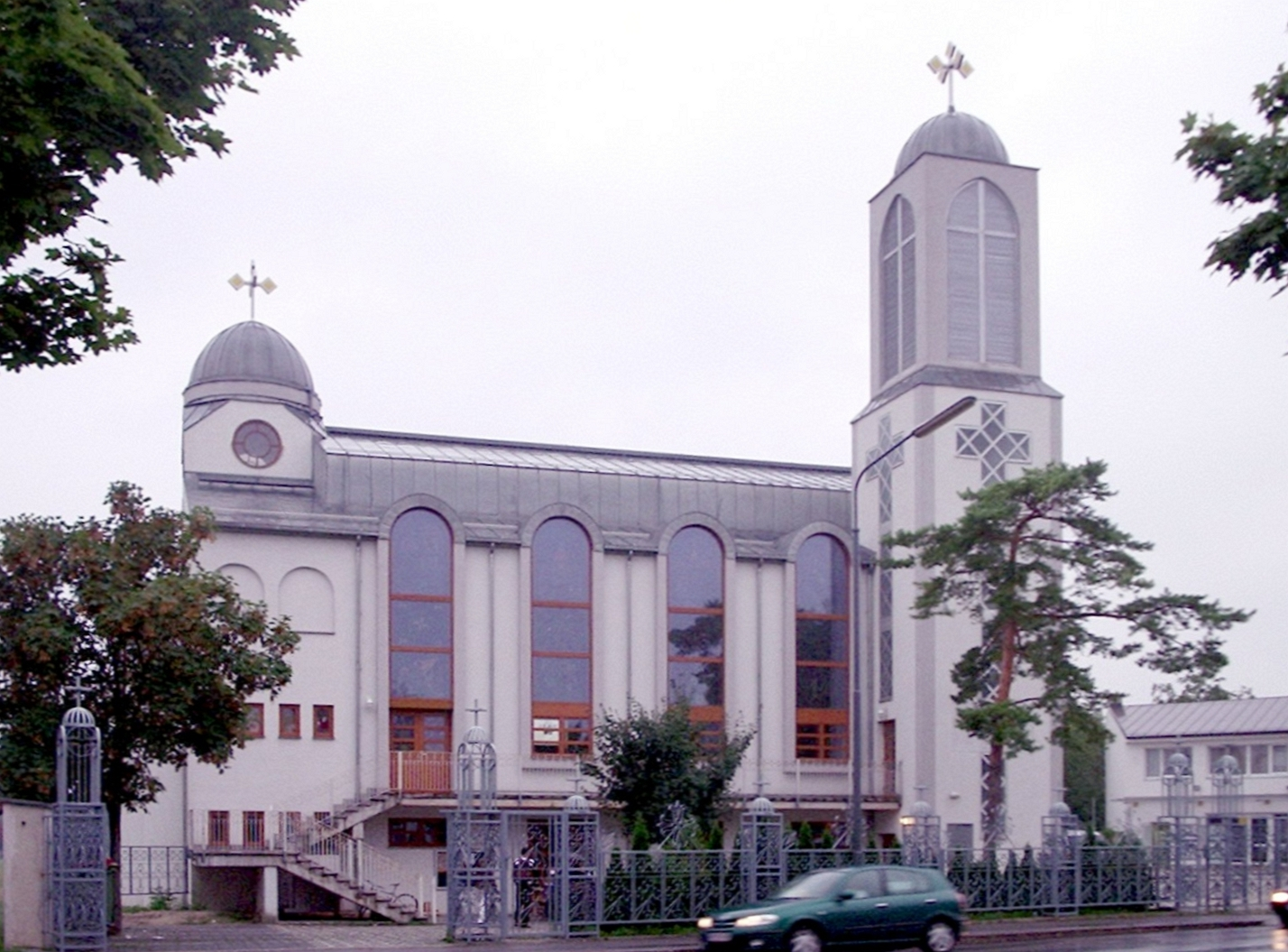
Kirche der heiligen Jungfrau Maria von Zeitoun in Wien

Die koptische Kirche der heiligen Jungfrau von Zeitoun ist die Bischofskirche des koptischen Bistums für Österreich und die deutschsprachige Schweiz. Sie befindet sich im Bezirksteil Hirschstetten im 22. Wiener Gemeindebezirk Donaustadt, Quadenstraße 4–6.

## Geschichte
Koptische Christen aus Ägypten kamen seit den 1970er Jahren nach Österreich und wurden auch von Anfang an seelsorgerlich betreut. Die römisch-katholische Kirche stellte den Kopten die sogenannte „Russenkirche“ in Wien-Donaustadt zur Verfügung, wo die koptische Gemeinde mit ihrem Priester Johannes El-Baramousy die Gottesdienste feierte. Wegen des anhaltenden Zuzugs ägyptischer Christen nach Wien (um die 5000) reichte diese Kirche als Gottesdienstraum nicht mehr aus. Daher wurde 1998 in Anwesenheit des koptischen Papstes Schenuda III. der Grundstein zur Kirche der heiligen Jungfrau von Zeitoun gelegt. Im Jahre 2000 wurden zudem das Bistum für Österreich und die deutschsprachige Schweiz errichtet und Bischof Anba Gabriel geweiht. 2003 erfolgte die staatliche Anerkennung der koptisch-orthodoxen Kirche als Körperschaft öffentlichen Rechts durch die Republik Österreich. Nach der Fertigstellung der Kirche wurde sie am 11. Juli 2004 durch Papst Schenuda III. geweiht. Bischof Gabriel war zuvor in Anwesenheit von vier koptischen Bischöfen zum Bischof von Österreich und der Ostschweiz auf Lebenszeit ernannt worden.

## Baubeschreibung
Das Patrozinium der Kirche bezieht sich auf eine Marienerscheinung über der Kirche von Zeitoun im Jahre 1968. Die Echtheit der Erscheinungen wurde vom koptischen Papst Kirellos VI. und dem katholischen Patriarchen der koptisch-unierten Kirche bestätigt.
Die neu errichtete Kirche in Wien befindet sich in der Quadenstraße 4–6 im 22. Wiener Gemeindebezirk Donaustadt in der ehemaligen Wiener Vorortgemeinde Hirschstetten.
Zur dreischiffigen Basilika führt eine Treppe hinauf. Unter dem Gottesdienstraum befinden sich Räumlichkeiten für die Gemeinde eingerichtet. Die Eingangsfront wird von zwei Türmen flankiert, am entgegengesetzten Ende befinden sich drei Apsiden als Abschluss.
Die Ausstattung wurde in Ägypten hergestellt und ist im koptischen Stil gehalten. Es dominiert die Ikonostase aus Holz, die wie die mit Schnitzereien versehenen Kirchbänke aus dem Kloster St. Barsum bei Kairo stammen. Die Ikonen wurden im Nonnenkloster Sitt-Damiana in Damiette geschaffen. Anstelle der sonst üblichen Mitteltüre befindet sich ein gestickter Vorhang aus dem St. Georgs-Kloster in Biba, der die Jungfrau Maria darstellt. Die Stühle mit geschnitzten Verzierungen, darunter der Bischofsthron, stammen aus dem Anba-Bischoi-Kloster im Wadi an-Natrun. Über dem Mitteltor der Ikonostase befindet sich eine Darstellung des letzten Abendmahls und über diesem drei Ikonen der Kreuzigung Christi und der hll. Maria und Johannes Evangelista.
Neben dem Kirchengebäude befindet sich das Haus des Bischofs, ein Seminarraum und Räumlichkeiten für die Kinder der Gemeinde.

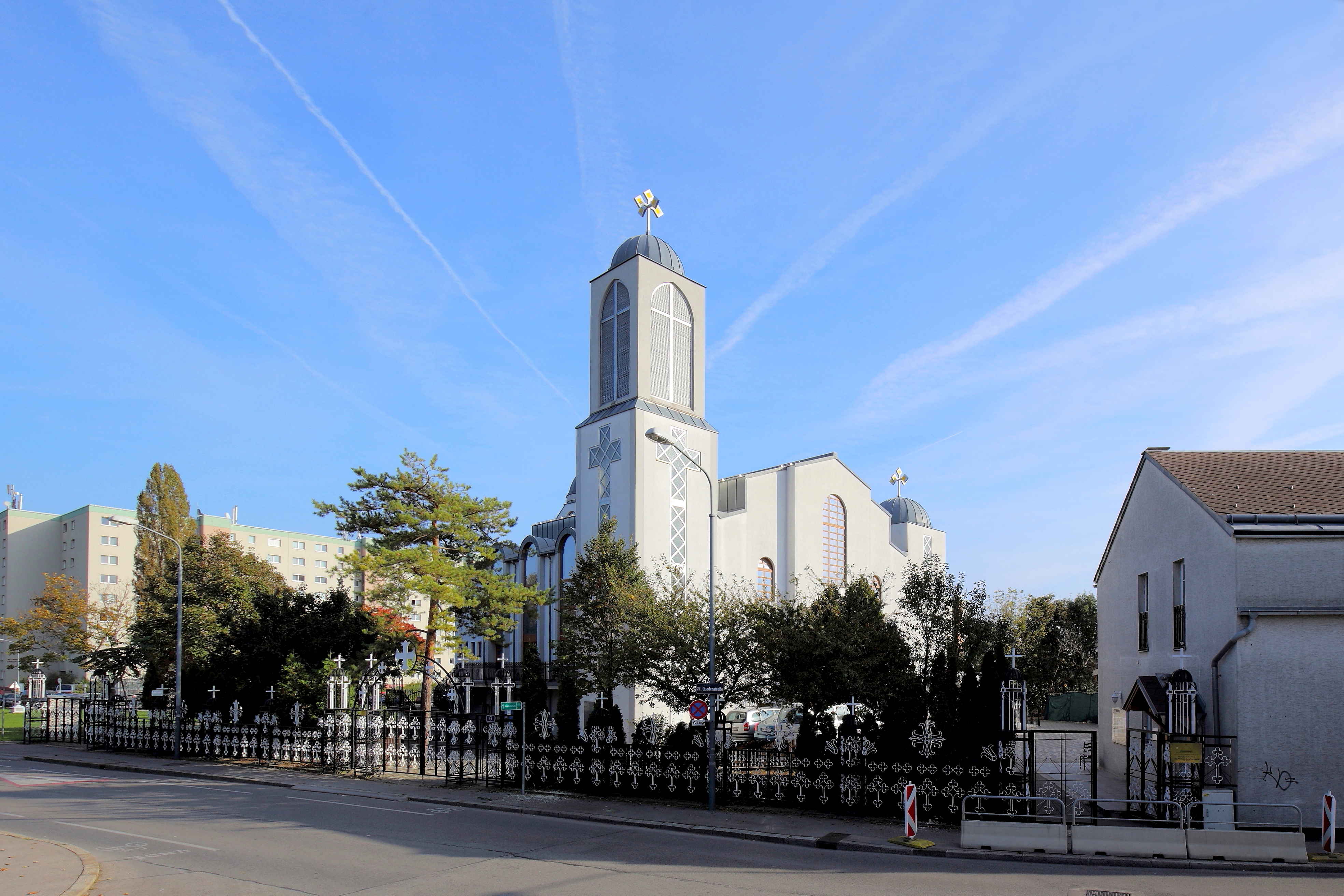
Nordwestansicht
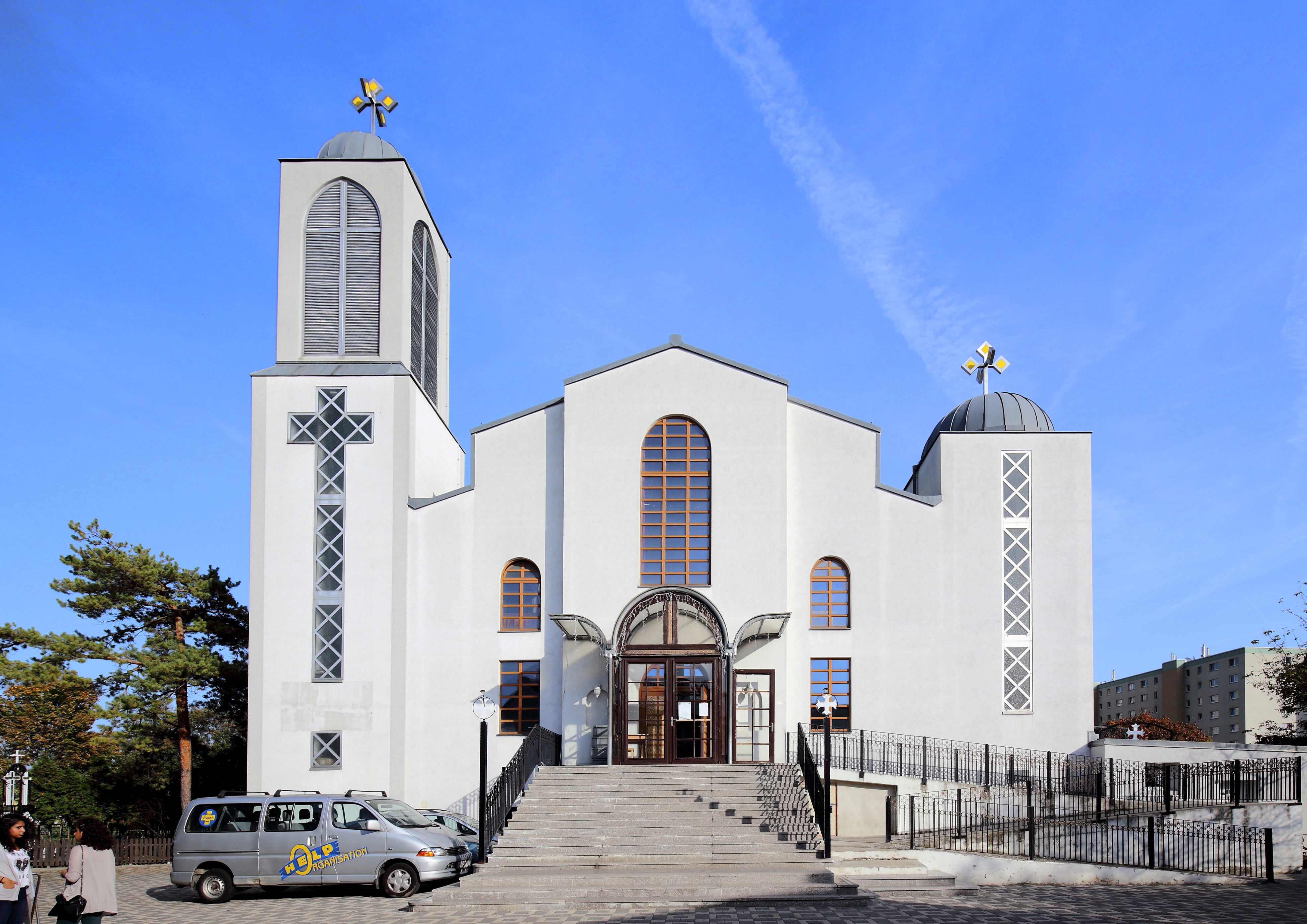
Westansicht
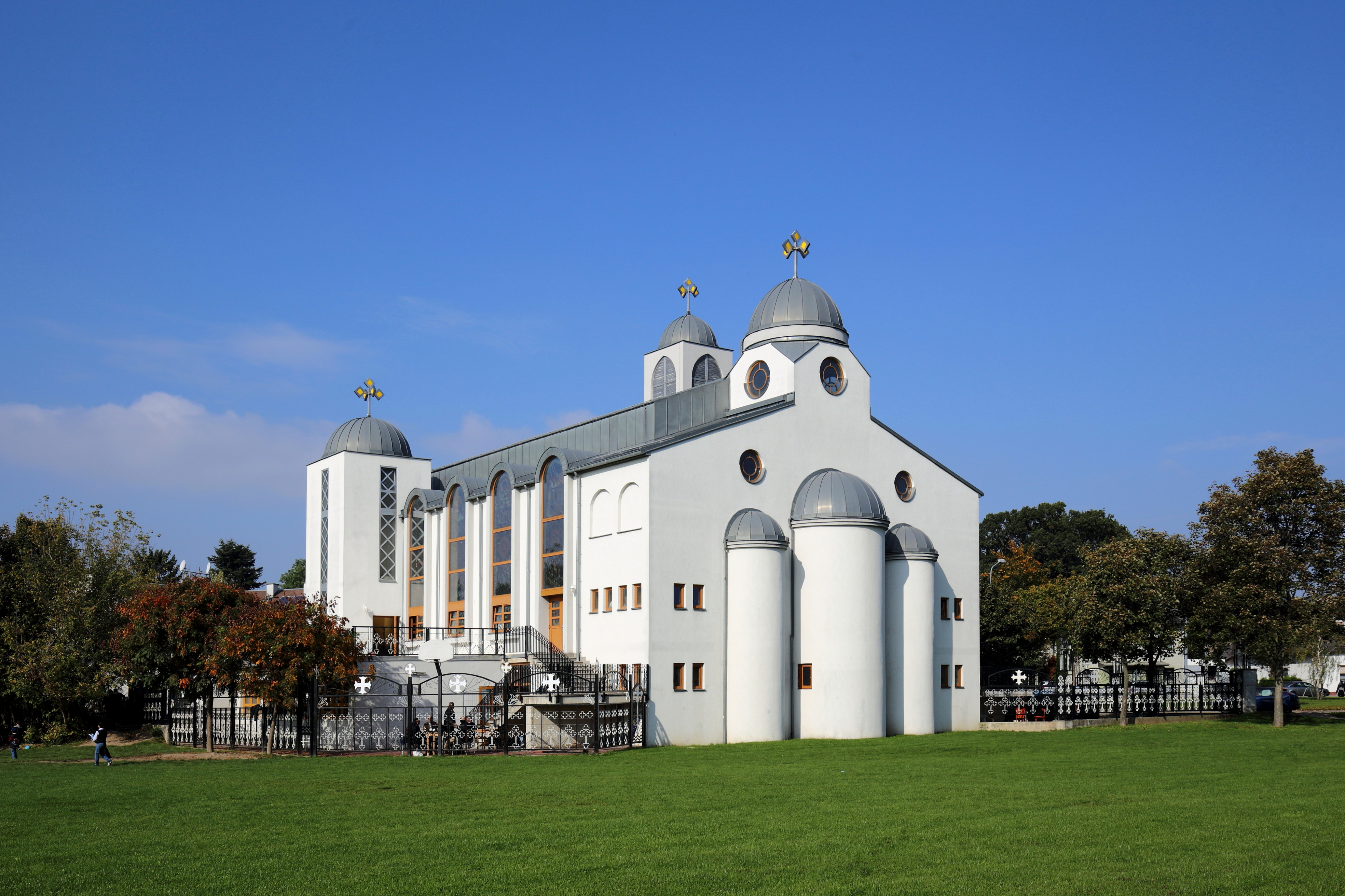
Südostansicht
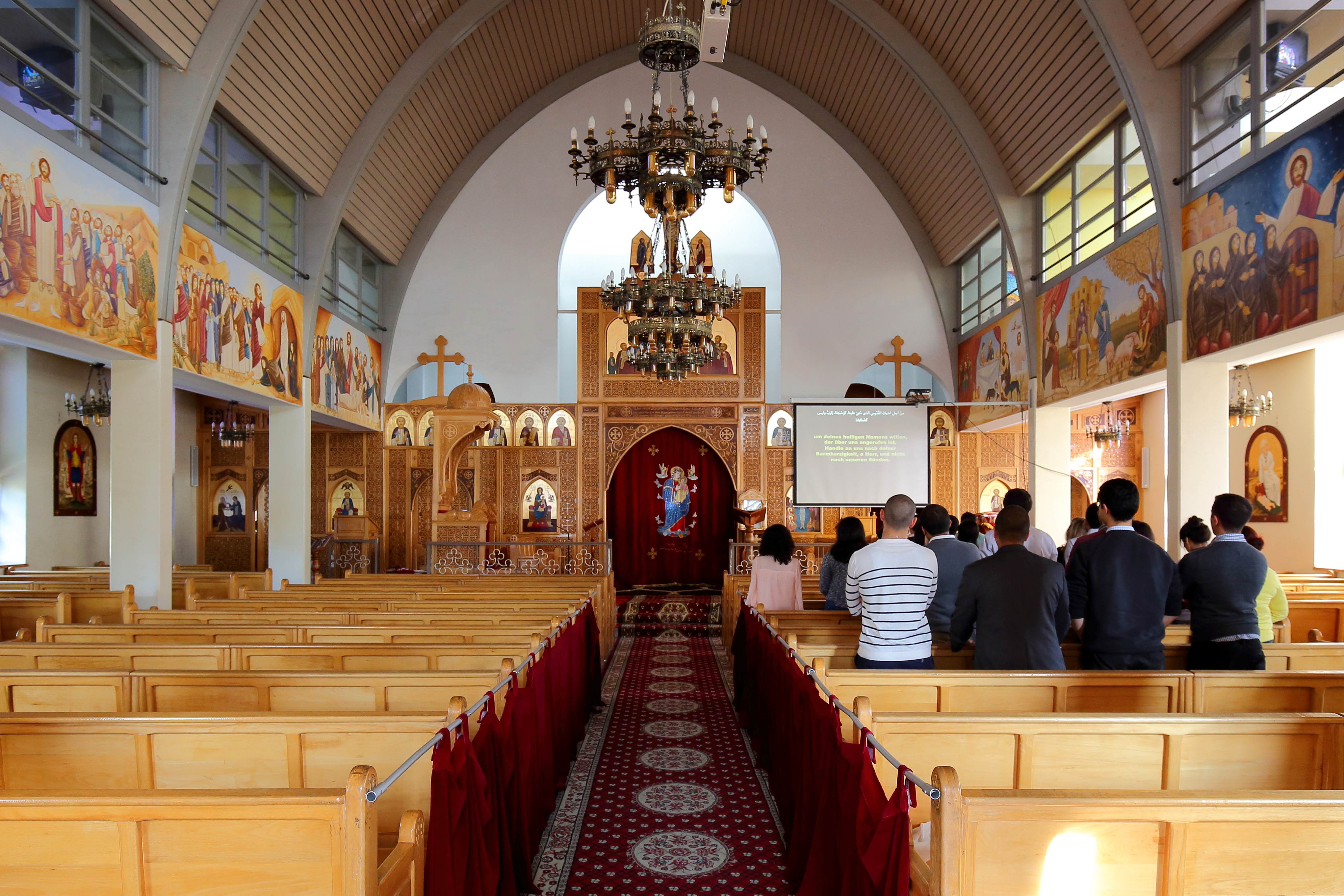
Innenansicht